# Johannah Leedham
Johannah Leedham épouse Warner, née le 5 décembre 1987 à Chester (Angleterre) est une joueuse britannique de basket-ball.

## Biographie
Elle commence le basket à 12 ans et y révèle ses aptitudes. Étudiante, elle dispute le championnat NCAA de seconde division à l'université de Franklin Pierce (New Hampshire) ; elle y établit plusieurs records, battant même la meilleure moyenne de points sur une saison en NCAA II (27,1 points). Son numéro 13 est retiré. Son entraîneur en équipe nationale Tom Maher, en fait l'atout majeur de son équipe, qui s'est qualifiée en 2011 pour son premier championnat d'Europe. Lors des qualifications pour l'Euro 2011, elle obtient des moyennes de 18 points (40,2 % derrière l'arc), 4,5 rebonds, 3,5 interceptions et 2,7 passes décisives en moyenne par match.
Draftée au troisième tour en 2010 (27e choix) par le Sun du Connecticut, elle n'intègre pas la WNBA, mais rejoint le club polonais de Gorzow en Euroligue 2011 pour 9,7 points à 37,5 % d'adresse, 3,1 rebonds, 1,2 passe décisive. Ce n'est qu'en mars 2013 que le Sun lui offre un contrat de rookie. Toutefois, son contrat est rompu juste avant le début de la saison WNBA 2013.
En 2011-2012, elle évolue en Australie pour 10 points, 5,1 rebonds et 2,1 passes décisives avec les Bulleen Boomers, avant d'enchaîner comme leader de l'équipe d'Angleterre pour les Jeux olympiques de Londres (16,2 points, 5,2 rebonds et 2,2 passes décisives de moyenne), avec un notamment un match en prolongation où sa future équipière française Céline Dumerc sauve la France par des paniers à trois points décisifs malgré 29 points de Jo Leedham.
En janvier 2013, le club français de Bourges privé de Frida Eldebrink sur blessure la signe pour la fin de saison. Avec Bourges, elle décroche la troisième de l'Euroligue 2012-2013 inscrivant 8 points lors de cette rencontre puis le titre de championne de France 2013 et signe pour une saison supplémentaire.
En 2013-2014, malgré des blessures en cours d'année, elle accroche avec Bourges la quatrième place de l'Euroligue, jouant 9 matches pour 11,2 points, 4,8 rebonds et 2,0 passes décisives de moyenne. 
Bourges remporte en 2014 sa huitième coupe de France face à Villeneuve-d'Ascq par 57 points à 48.
Lors d'une victoire de Bourges 112-29 sur Calais le 19 mars 2016, elle obtient une évaluation de 45 a avec 36 points, 12 rebonds et 5 interceptions
. Elle est élue seconde meilleure joueuse étrangère de la saison 2015-2016 (12,7 points, 3,4 rebonds et 7,6 passes décisives) derrière la lyonnaise Latoya Williams.
Nommée capitaine de Bourges après le départ de Céline Dumerc, elle est précieuse pour relancer son équipe malmenée pendant trois quart-temps afin d'arracher une précieuse victoire 65 à 60 de son équipe en Euroligue sur le CCC Polkowice avec ses 18 points, 5 rebonds et 4 passes décisives.
Blessée deux mois lors de la saison 2016-2017, celle dont l'apport défensif est à l'image de l'histoire du club, par sa faculté à se battre sans jamais baisser les bras et son exemplarité, ne reçoit pas de proposition de nouveau contrat. Elle remporte la Coupe de France 2017 face à Charleville en inscrivant 9 points.
Après une année 2018-2019 au CCC Polkowice pour des moyennes de 8,2 points et 4,8 rebonds en championnat polonais et 7,0 points et 4,3 rebonds en Euroligue, elle signe ensuite pour le club turc d’Ormanspor Ankara.

## Palmarès
- Troisième de l'Euroligue 2012-2013[9].
- Quatrième de l'Euroligue 2013-2014
- Championne de France : 2013[10] et 2015[21].
- Finaliste du championnat de France de basket-ball: 2014
- Vainqueur Coupe de France : 2014 et 2017[19]
- Match des champions : 2014[22]
- Vainqueur de l'Eurocoupe : 2016[23].